# Bengt-Christer Ysander
Bengt-Christer Algot Ysander, född 11 april 1931 i Uppsala, död 23 mars 1992 i Uppsala, var en svensk ekonom.

## Biografi
Ysander var professor i nationalekonomi vid Uppsala universitet. Han blev 1987 ledamot av Vetenskapsakademien. Han var son till Torsten Ysander och Ebba Key-Åberg samt gift med läkaren Elisabet Norén.
Bengt-Christer Ysander är begravd på Uppsala gamla kyrkogård.